# Philip Hale
Philip Hale (* 5. März 1854 in Norwich/Vermont; † 30. November 1934 in Boston) war ein US-amerikanischer Musikkritiker und Organist.

## Leben
Hale hatte in seiner Kindheit Klavier- und Orgelunterricht und wurde vierzehnjährig Organist an der Unitarian Church in Northampton/Massachusetts. Er studierte an der Phillips Exeter Academy und bis 1876 an der Yale University.
Nach dem Studium arbeitete er in der Rechtsanwaltskanzlei eines Onkels in Albany. Er wurde 1880 Mitglied der New York State Bar Association und arbeitete zwei Jahre als Anwalt. Zugleich übernahm er die Organistenstelle an der St. Peter's Church und arbeitete als Musikkritiker für die Albany Times.
Von 1882 unternahm er eine Studienreise durch Europa. Er besuchte u. a. Berlin, Dresden und Paris, wo er Orgelunterricht bei Alexandre Guilmant nahm. Nach seiner Rückkehr nach Albany wurde er Organist an der St. John's Church in Troy und schrieb Musikkritiken für verschiedene Zeitungen.
1889 übernahm er die Organistenstelle der First Religious Society in Roxbury/Massachusetts, die er siebzehn Jahre innehatte. 1890–91 war er Musikkritiker der Boston Post, dann wechselte er zum Boston Journal. Von 1903 bis 1934 war er Musik- und Theaterkritiker beim Boston Herold.
Berühmt waren seine Programmeinführungen zu den Konzerten des Boston Symphony Orchestra, die er von 1902 bis zu seinem Tod veröffentlichte, und von denen 1935 eine Sammlung als Buch erschien. Weiterhin betätigte sich Hale als Herausgeber des Musical Record (1897–1901) und der Musical World (1901–1902).